# Nederlands Dans Theater
Nederlands Dans Theater (NDT) è una compagnia olandese di danza contemporanea con sede nel Lucent Danstheater a L'Aia. Oltre che nella sede principale, l'NDT si esibisce su altre scene nei Paesi Bassi, come il Het Muziektheater di Amsterdam e il Stadsschouwburg di Nimega.

## Fondazione
L'NDT viene fondato nel 1959 da Benjamin Harkarvy, Aart Verstegen e Carel Birnie insieme a un gruppo di 18 membri del Dutch National Ballet (Het Nederlands Ballet, diretto da Sonia Gaskell). La loro intenzione è rompere con lo stile tradizionale della compagnia di provenienza, sperimentare nuove idee e esplorare nuove forme e tecniche di danza. Nel 1961 l'NDT ottiene finanziamenti dalla città dell'Aia e dal governo olandese. 
Negli anni Sessanta, sotto la direzione di Hans van Manen, il repertorio della compagnia si arricchisce di balletti classici e riceve una forte impronta dalla danza statunitense contemporanea. La compagnia ottiene riconoscimento e successo internazionale, ma all'inizio degli anni Settanta alcuni conflitti nella direzione la lasciano senza una guida definita fino al 1975, quando Jiří Kylián prende la direzione artistica. Nel 1987 l'NDT si insedia nei nuovi locali del Lucent Danstheater all'Aia.

### Membri fondatori
Molti membri fondatori del NDT hanno lasciato una traccia importante nella danza. Fra questi:
- Gérard Lemaître, insignito dell'Ordine di Orange-Nassau dalla Regina Beatrice. In pensione dal 1982, è tornato come danzatore nella compagnia NDT III fino al 2006.
- Charles Czarny, coreografo e rinomato insegnante di balletto all'Accademia di danza di Rotterdam.
- Martinette Janmaat, direttore artistico per il dipartimento danza contemporanea alla National Ballet Academy di Amsterdam e insegnante presso la Rambert Dance Company di Londra.
- Mabel Alter, fondatrice della Mabel Alter Balletschool nel 1970, che ha prodotto in seguito la Summerschool Den Haag, scuola internazionale di danza con insegnanti provenienti (fra l'altro) dal NDT.

Il gruppo di fondatori include anche:
- Willy de la Bije
- Aart Verstegen
- Jaap Flier
- Pepita Goedemans
- Milly Gramberg
- Hannie van Leeuwen
- Annemarie Verhoeven
- Alexandra Radius
- Olga Dzialiner
- Marianne Westerdijk
- Hans van Manen
- Rudi van Dantzig
- Hans van der Togt
- Han Ebbelaar

## Direttori artistici
- Benjamin Harkarvy (1959–1969), coreografo e co-direttore artistico (con Hans van Manen), in seguito co-direttore del Dutch National Ballet e dal 1992 direttore della sezione danza della Juilliard School di New York.
- Hans van Manen (1961–1970) legato al NDT come danzatore dal 1960 al 1963, poi fino al 1971 come coreografo e co-direttore artistico, e insieme coreografo freelance al Dutch Nationaal Ballet. Nel 1988 ritorna al NDT come coreografo stabile. Il suo repertorio include più di 110 balletti (due dei quali creati appositamente per il Nederlands Dans Theater).
- Jaap Flier (1970–1973) direttore artistico. Dopo aver ricevuto l'incarico lascia l'attività di danzatore, e occasionalmente crea coreografie proprie.
- Hans Knill (1975–1977) co-direttore artistico per due anni insieme a Jiří Kylián.
- Jiří Kylián (1975–2004), direttore artistico dal 1975 al 1999, poi capo-coreografo e consulente artistico, porta l'NDT a un successo internazionale senza precedenti.[1]
- Marian Sarstädt (1962-1972/1999-2004) è stata danzatrice e membro dello staff della direzione artistica come direttore aggiunto, dando un grande contributo all'NDT.
- Sweaty Anders Hellström (2004 - settembre 2009) proveniente dal Royal Swedish Ballet e dal Balletto di Amburgo. Danza anche con il Balletto di Francoforte di William Forsythe negli anni 1993-1999 prima di assumere l'incarico di direttore artistico per il Goteburg Ballet in Svezia.
- Jim Vincent (James Francis Vincent Jr.) (2009–2012) danza per l'NDT dal 1978 al 1990. Dal 1990 al 1994 danza in Spagna, poi al Balletto dell'Opéra di Lione e in seguito a Disneyland Resort Paris. Nel 2000 è nominato direttore artistico della Hubbard Street Dance Chicago, e nel 2009 dell'NDT.
- Paul Lightfoot, danzatore nell'NDT dal 1985, coreografo stabile dal 2002 e direttore artistico dal gennaio 2012.

## Coreografi stabili della compagnia
Jiří Kylián, Paul Lightfoot e Sol León (agli ultimi due ci si riferisce congiuntamente con il nome "Lightfoot León").

## Coreografi ospiti
Il Nederlands Dans Theater collabora intensamente con celebri coreografi esterni fra i quali Hans van Manen, Johan Inger, Crystal Pite, Lukáš Timulak, Cayetano Soto, Marco Goecke, Medhi Walerski, Ohad Naharin, Tero Saarinen, Wayne McGregor, Juliano Nunes e William Forsythe.

## Tre compagnie

### NDT I
Il Nederlands Dans Theater I (28 danzatori), fondato nel 1959, è una compagnia che riscuote grande successo internazionale. I danzatori hanno tutti la qualità di solisti e non sono divisi in categorie. Oltre alle creazioni di Jiří Kylián e Lightfoot León, il repertorio del Nederland Dans Theater I include un grande numero di lavori di celebri coreografi internazionali quali Nacho Duato, Mats Ek, William Forsythe e Ohad Naharin.

### NDT II
Il Nederlands Dans Theater II (16 danzatori), fondato nel 1978, comprende danzatori fra i 17 e i 22 anni di età. Il suo primo nome è stato "De Springplank" ("Il trampolino di lancio"). Oltre a balletti di Hans van Manen e Jiří Kylián il gruppo esegue lavori di giovani coreografi di talento. Nel suo spirito pionieristico, l'ensemble cerca sempre di dare spazio a idee nuove e coraggiose.

### NDT III
Nel 1991, per iniziativa di Jiří Kylián è stato istituito un ensemble di danzatori di età superiore a 40 anni, che è diventato subito una leggenda nel mondo della danza. Tuttavia, a causa della mancanza di finanziamenti strutturali, l'attività regolare del gruppo è stata interrotta nel 2006 su decisione del consiglio di amministrazione.

## Repertorio
Oltre ai lavori di Jiří Kylián e Lightfoot León, l'NDT esegue coreografie di Jacopo Godani, Ohad Naharin, Mats Ek, William Forsythe e Crystal Pite. NDT I e II fanno regolarmente tournée in tutto il mondo.

## 50º anniversario
L'NDT ha celebrato il suo 50º anniversario nell'estate del 2009 con uno spettacolo creato per l'occasione in cui NDT I e II si sono esibiti congiuntamente in un tributo ai fondatori della compagnia. L'Holland Dance Festival del 2009 è stato interamente dedicato all'anniversario dell'NDT.

## Riconoscimenti
Il Nederlands Dans Theater, i suoi coreografi, i danzatori e l'intera compagnia hanno ricevuto numerosi riconoscimenti.
Oltre a Gérard Lemaître, anche Hans van Manen e Jiří Kylián sono stati insigniti dell'Ordine di Orange Nassau dalla Regina Beatrice.
Nei Paesi Bassi il Nederlands Dans Theater ha ricevuto per dodici volte il premio VSCD (Vereniging van Schouwburgen en Concertgebouw Directies), e per due volte il premio Zwaan per "migliore performance di danza" (Parvaneh Scharafali nel 2005 e Medhi Walerski nel 2013) e per "migliore coreografia" (Lightfoot León, 2006).
Tra i premi internazionali sono da ricordare il premio Nijinsky e le distinzioni guadagnate al prestigioso Festival Internazionale di Edimburgo da Hans van Manen, Jirí Kylián e dall'intero NDT I.